# Kawki (Silésie)
Pour les articles homonymes, voir Kawki.
Kawki est une localité polonaise de la gmina de Panki, située dans le powiat de Kłobuck en voïvodie de Silésie.